# Гулі (Фолаут)
Гулі (The Ghouls) — четвертий епізод першого сезону американського серіалу «Фолаут». Епізод написано Кіран Фіцджеральд, режисура Деніела Грея Лонгіно. Перший показ відбувся 10 квітня 2024 року разом із рештою сезону.

## Зміст
У Сховищі 33 Норм Маклін підозрює — зі Сховищем 32, звідки напали рейдери, щось було негаразд вже раніше. Норм вирішує дослідити Сховище 32, взявши з собою кузина Чета. Вони виявляють, що мешканці Сховища 32 померли два роки тому через перенаселення. А двері Сховища були відчинені потім ззовні. Норм також шокований, дізнавшись, що рейдери увійшли за допомогою Піп-Боя його матері Роуз.
Тим часом Говарду потрібні ліки, щоб не здичавіти. Між ним і Люсі стається бійка. Люсі відкушує Говарду палець, а той відрізає її палець задля помсти. Говард відводить Люсі до занедбаного супермаркета й продає її інфантильним збирачам органів в обмін на ліки.
Робот Чик-Чик приживляє Люсі новий палець, а потім збирається випатрати її. Люсі вдається відбитися та випустити інших полонених, серед яких виявляються дикі гулі. Вони вбивають збирачів органів.
Люсі повертається до Говарда, що знепритомнів, і лишає йому ліки, перш ніж продовжити пошуки голови Вілзіґа.

## Сприйняття та відгуки
Станом на квітень 2025 року на сайті «IMDb» серія отримала 8.4 бала підтримки з можливих 10 при 12665 голосах користувачів.
Люсі Менґан писала для «Ґардіан»: «Ця бездоганно зроблена, надзвичайно дотепна постапокаліптична драма — ще одна блискуча адаптація відеоігри. Це смішно, самобутньо та напружено — дивовижний баланс».
В огляді «Substack» Лесом Чаппелем зазначалося: «Серіалу Fallout вдалося досягти успіху в двох напрямах. Це шоу, яке доводить своє розуміння канону, від зовнішньої іконографії „Волт-Бой“ і силової броні до перекрученого почуття гумору, яке проходить через усе, що ні в якому разі не повинно бути смішним. Він відповідає підвищеній реальності оригінальних ігор. Серіалу вдається прокласти свій власний шлях через пустку, одразу створюючи відчуття особистості. Часто жорстока, часто кумедна, і вихваляючись багатством в кастингу, це має потенціал вилетіти на вищий рівень ігрових адаптацій.»
Ренді Данкієвич в огляді «Process Media» зазначав: «Це найстрашніший епізод Fallout на сьогоднішній день. Година, яка здається ще ближчою до власне відеоігор, ніж перші три епізоди, наповнених посиланнями. Четвертий епізод, безсумнівно, поазує, що він існує між більш канонічними частинами серіалу. Це найбільш задовільна година першої половини сезону.»
У «Den of Geek» Бернардом Боо в огляді зазначено: «Телевізійна адаптація Fallout від Prime Video робить те, чого ніколи не було в іграх легендарної франшизи — ставить розповідь понад усе. Шоу справді з любов'ю відтворює ядерну Пустку у спосіб, який залишається вірним серіалу. Але історія абсолютно нова та неочікувано спонукає до роздумів. Телевізійні персонажі набагато складніші, ніж їхні аналоги у відеоіграх. Хоча, чесно кажучи, вони мають перевагу в тому, що їм не доводиться стояти неприродно нерухомо, дивлячись прямо в камеру, коли є що сказати.»
Оглядач «Slant Magazine» Нів Султан писав: «Fallout зображує чудеса й жахи каліфорнійської пустки — повністю отруєної пустелі мутованих тварин і тимчасових спільнот — із проникливою перспективою та вражаючою спритністю тону. Це абсурдистське, жахливе та еклектично смішне дослідження нестримної корпоратизації, військового індустріалізму та життя після кінця часів.»
Для вебсайту «Decider» від «Нью-Йорк пост» Шон Т. Коллінз зазначав: «Незграбне насильство, веселі монстри, суцільні жарти та брудний розум, здається, є виграшною формулою для Fallout. Кожен епізод схожий на початок нового рівня.»

## Музичний супровід
Музику до епізоду написав Рамін Джаваді. В епізоді звучало багато пісень, зокрема «Let's Go Sunning» Джека Шейндліна, “It Ain't the Meat (It's the Motion)” від "The Swallows”, «Journey Into Melody» Сема Фонтейна, “I Can Dream, Can't I?” сесер Ендрюс.

## Знімались
| Актор            | Роль           |
| ---------------- | -------------- |
| Елла Пернелл     | Люсі           |
| Аарон Мотен      | Максимус       |
| Мойзес Аріас     | Норм           |
| Волтон Гоггінс   | Гуль           |
| Метт Беррі       | Чик-Чик        |
| Леслі Аггамс     | Бетті          |
| Ніл Гафф         | Роджер         |
| Майкл Еспер      | Бад Аскінс     |
| Зак Черрі        | Вуді Томас     |
| Дейв Регістер    | Монті          |
| Аннабель О'Гаган | Стефані Гарпер |
| Родріго Луцці    | Рег            |
| Метью Кадраропл  | Гуей           |
| Даніелла Алонсо  | Вероніка       |